# Chandrayaan-3
Chandrayaan-3 è una sonda lunare indiana lanciata il 14 luglio 2023 alle 09:05 UTC (14:30 locali) il cui obiettivo era raccogliere dati scientifici sulla Luna. È allunata con successo il 23 agosto 2023, alle ore 12.32 UTC, rendendo l'India il quarto paese al mondo ad aver effettuato un allunaggio morbido con una sonda spaziale, dopo Unione Sovietica, Stati Uniti e Cina. Con un peso di 3,9 tonnellate, la missione includeva un lander e un piccolo rover mentre come orbiter è stato utilizzato quello della missione precedente. La sonda è una copia di Chandrayaan-2 lanciata nel luglio 2019 ma che si è schiantata sulla superficie della Luna in seguito a un guasto al software.
La sonda spaziale è allunata non lontano dal polo sud della Luna, dove il rover e il lander hanno eseguito varie misurazioni utilizzando i loro strumenti. Si tratta della prima missione in assoluto ad atterrare nei pressi del polo sud della Luna. La durata nominale della missione sul suolo lunare è stata di 14 giorni terrestri, pari a un giorno lunare.

## Caratteristiche tecniche
Chandrayaan-3 prevede un modulo propulsivo di 2.148 kg, il lander (Vikram) di 1.752 kg che comprende il rover (Pragyan) di 26 kg, per un totale di carico utile di 3.900 kg. La struttura era dotata un rivestimento termico in (Multi-layer insulation) MLI.

### Carico utile e strumentazione
Chandrayaan-3 prevede al suo interno le seguente strumentazioni:

#### Vikram (lander)
- RAMBHA (Radio Anatomy of Moon Bound Hypersensitive ionosphere and Atmosphere): per misurare la densità del plasma (ioni ed elettroni) in prossimità della superficie e le sue variazioni nel tempo.
- ChaSTE (Chandra’s Surface Thermo physical Experiment): per effettuare misurazioni delle proprietà termiche della superficie lunare vicino alla regione polare.
- ILSA (Instrument for Lunar Seismic Activity): per misurare la sismicità attorno al sito di atterraggio e delineare la struttura della crosta e del mantello lunare.
- LRA (Laser Retroreflector Array): strumento per il moto lunare.

#### Pragyan (rover)
- LIBS (Laser Induced Breakdown Spectroscope): spettroscopio per determinare quali elementi (Mg, Al, Si, K, Ca, Ti, Fe) compongono il suolo e le rocce intorno alla zona di atterraggio.
- APXS (Alpha Particle X-ray Spectrometer): spettroscopio ai raggi x per derivare la composizione chimica e inferire la composizione mineralogica della superficie lunare

#### Modulo propulsione
- SHAPE (Spectro-polarimetry of Habitable Planet Earth):  eseguirà misure spectrali and polarimetriche della Terra dall'orbita lunare nel vicino infrarosso (NIR, nel range 1-1.7 µm).[12]

## Svolgimento della missione

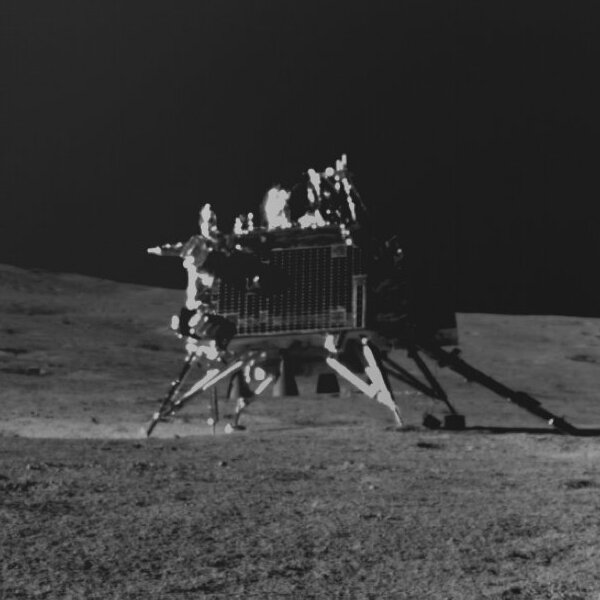
Il lander Vikram sulla superficie lunare, fotografato dal rover Pragyan

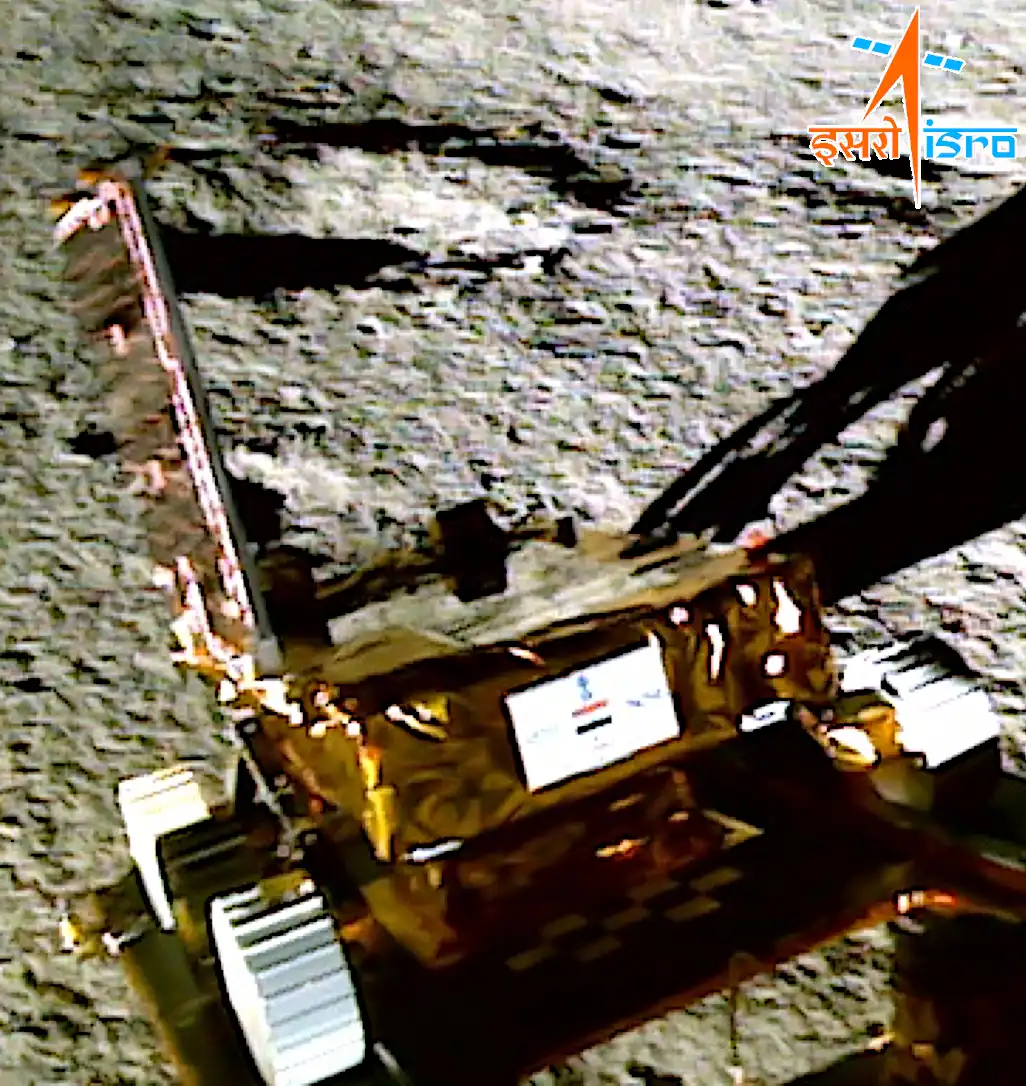
Il rover Pragyan mentre scende in superficie dalla rampa del lander Vikram.

Data la massa di Chandrayaan-3, il lanciatore LVM3 non ha la capacità di inserire la sonda spaziale direttamente su una traiettoria che la porti vicino alla Luna, di conseguenza la sonda spaziale è stata inizialmente posta in un'orbita di parcheggio attorno alla Terra con apsidi di 170 x 36.500 chilometri e un'inclinazione orbitale di 21,3°. In seguito l'orbita è stata gradualmente aumentata utilizzando ripetutamente i motori a razzo per inserirla in una traiettoria di trasferimento verso la Luna. Il 5 agosto, 17 giorni dopo il decollo, la sonda spaziale si è inserita in un'orbita lunare alta. Questa è stata gradualmente abbassata nelle successive settimane. Il 17 agosto il lander Vikram si è separato dal modulo madre e nei giorni successivi è stato posto in un'orbita circolare di 100 x 100 chilometri, preparandosi per l'allunaggio, previsto per il 23 agosto.
Alla data prestabilita il lander Vikram è allunato con successo e il 25 agosto il rover Pragyan è uscito dal lander iniziando la sua missione scientifica esplorativa, della durata di due settimane. Il primo video diffuso dalla ISRO mostra il rover che scende dalla rampa del lander, mentre in un video del 30 agosto viene mostrata un'immagine del lander ripresa dallo stesso rover.
Il 3 settembre, il rover è stato messo in modalità stand-by dopo aver completato tutti i suoi compiti. Le sue batterie erano state caricate e il ricevitore è stato lasciato acceso, in preparazione all'imminente arrivo della notte lunare. Si prevedeva che il lander e il rover di Chandrayaan-3 funzionassero solo durante il giorno lunare, o 14 giorni terrestri, e che l'elettronica di bordo non era progettata per resistere alle temperature notturne di -120 °C sulla Luna. Se lander e rover fossero sopravvissuti alla notte lunare, la missione sarebbe stata estesa per ulteriori operazioni scientifiche.
Il 22 settembre sono iniziati i tentativi per comunicare con il lander e il rover, rimasti nella fredda notte lunare (-250 °C) per oltre due settimane, senza successo. Con l'inizio di un nuovo tramonto lunare a fine settembre, le speranze di riuscire a contattare lander e rover per una missione estesa sono andate perse, la missione, come da programma, è terminata dopo un giorno lunare. A differenza di precedenti missioni come quelle statunitensi, sovietiche e cinesi, sia il lander Vikram che il rover Pragyan erano sprovvisti di unità riscaldanti a radioisotopi (RHU), che tramite decadimento radioattivo consentono di riscaldare gli strumenti durante la lunga notte lunare.
Con una serie di manovre iniziate il 9 ottobre il modulo di propulsione è stato fatto rientrare in orbita terrestre alta, dove è giunto il 22 novembre. La manovra è stata eseguita per dimostrare la fattibilità di future missioni di ritorno del campione dalla Luna.

### Dettagli orbitali
Di seguito sono riportati i dettagli orbitali e del volo dello spacecraft.
| Manovre in orbita terrestre | Data           | Apogeo       | Perigeo         | Descrizione | Esito    |
| --------------------------- | -------------- | ------------ | --------------- | --- | -------- |
| 1                           | 15 luglio 2023 | 41.762 km    | 173 km          | Prima manovra di inserzione in orbita terrestre                                                                     | Riuscito |
| 2                           | 17 luglio 2023 | 41.603 km    | 226 km          | Seconda manovra di inserzione in orbita terrestre                                                                   | Riuscito |
| 3                           | 22 luglio 2023 | 71.351 km    | 233 km          | Quarta manovra di inserzione in orbita terrestre prima dell'inserzione in orbita lunare                             | Riuscito |
| 4                           | 25 luglio 2023 | 127.603 km   | 236 km          | Orbita finale per il trasferimento in orbita cislunare con raggiungimento del bordo della sfera di Hill della Terra | Riuscito |
| Manovre in orbita lunare    | Data           | Apolunio     | Perilunio       | Descrizione | Esito    |
| 5                           | 1 agosto 2023  | 369.328 km   | 288 km          | Prima manovra di inserzione in orbita terrestre-lunare                                                              | Riuscito |
| 6                           | 5 agosto 2023  | 18.074 km    | 164 km          | Inserimento in orbita cisulunare con prima orbita lunare                                                            | Riuscito |
| 7                           | 6 agosto 2023  | 4.313 km     | 170 km          | Riduzione dell'orbita in avvicinamento alla Luna                                                                    | Riuscito |
| 8                           | 9 agosto 2023  | 1.437 km     | 174 km          | Seconda riduzione dell'orbita con aumento della velocità per avvicinamento alla sfera di Hill della Luna            | Riuscito |
| 9                           | 14 agosto 2023 | 177 km       | 153 km          | Manovra di avvicinamento al suolo lunare e preparazione alla separazione dello stadio                               | Riuscito |
| 11                          | 16 agosto 2023 | 163 km       | 153 km          | Separazione del modulo lunare con accensione del propulsore                                                         | Riuscito |
| Manovre di deorbita         | Data           | Apolunio     | Perilunio       | Descrizione | Esito    |
| 12                          | 19 agosto 2023 | 113 km       | 157 km          | Seconda accensione del propulsore con inizio manovre di deorbita                                                    | Riuscito |
| 13                          | 20 agosto 2023 | 25 km        | 134 km          | Ultima fase di avvicinamento pre-allunaggio                                                                         | Riuscito |
| Allunaggio                  | Data           | Orario (UTC) | Coordinate      | Descrizione | Esito    |
| 14                          | 23 agosto 2023 | 12:32        | 69.36°S 32.34°E | Allunaggio riuscito tra il cratere Manzini e il cratere Simpelius                                                   | Riuscito |

## Risultati scientifici

### Temperatura
L'ISRO ha diffuso i dati delle osservazioni effettuate dal ChaSTE (Chandra's Surface Thermophysical Experiment), uno dei quattro strumenti presenti sul modulo lander, progettato per studiare la conduttività termica della superficie della Luna e misurare le differenze di temperatura in diversi punti sopra e sotto la superficie, con l'obiettivo di creare un profilo termico della Luna.
Lo scienziato dell'ISRO BH Darukesha ha affermato che la temperatura massima rilevata di 70 °C in alcuni punti della superficie "non era prevista".

### Rilevamento dello zolfo
Il 29 agosto, l'ISRO ha riferito che lo strumento LIBS (Laser-Induced Breaky Spectroscope) a bordo del rover Pragyan ha confermato "in modo inequivocabile" la presenza di zolfo nella superficie lunare vicino al polo sud, attraverso "le prime misurazioni in situ". La presenza di zolfo sulla Luna era già nota poiché rilevata nei campioni riportati dalle missioni Apollo, ma è stata rilevata per la prima volta dal rover al polo sud.
Oltre allo zolfo, il rover ha rilevato anche altri elementi tra cui alluminio (Al), calcio (Ca), ferro (Fe), cromo (Cr), titanio (Ti), manganese (Mn), silicio (Si) e ossigeno (O).. L'agenzia ha affermato che sta cercando anche l'idrogeno (H).

### Plasma
Il 31 agosto, l'ISRO ha riportato i dati sulla densità del plasma misurata dallo strumento RAMBHA a bordo del lander Vikram. Le misurazioni nelle prime fasi del giorno lunare riportano densità di plasma relativamente basse sulla superficie, variabili da 5 a 30 milioni di elettroni per m3. L'obiettivo della sonda mira a esplorare i cambiamenti del plasma vicino alla superficie durante tutta la durata del giorno lunare.

### Misure sismiche
L'ISRO ha anche divulgato i dati dello strumento ILSA a bordo del lander, fornendo misurazioni delle vibrazioni del movimento del rover il 25 agosto e di un presunto evento naturale il 26 agosto. La causa di quest'ultimo evento è oggetto di indagine, ma si sospetta che si tratti di un terremoto lunare.